# 나가사키 신치주카가이

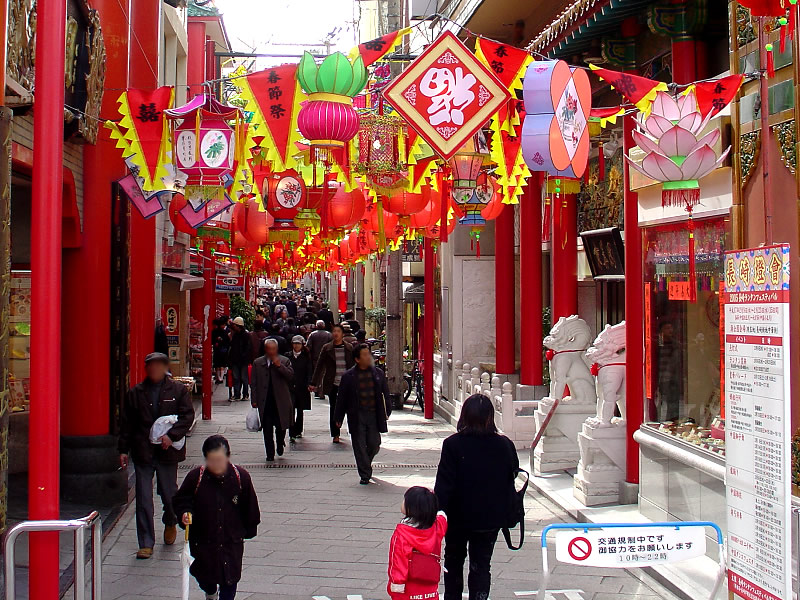
나가사키 차이나타운 (랜턴 페스티벌 2005)

나가사키 신치주카가이(중국어: 長崎新地中華街, 일본어: 長崎新地中華街, 영어: Nagasaki Chinatown)는 일본 나가사키현 나가사키시에 있는 일본 4대 차이나타운중 하나이다.
17세기 에도 막부는 쇄국 정책으로 외부 세계와의 교역을 인정하지 않았으나, 예외적으로 네덜란드, 중국과는 제한된 범위에서 허용하였다. 그래서 중국 상인들이 당인옥부에 모여 살게 되었고, 나중에 신치(新地)로 옮겼다.
나가사키에 정착한 중국인들은 명말청초에 명나라 유민들이 건너온 경우, 무역 차원에서 건너온 경우, 내전에서 패배한 국민당측의 사람들이 건너온 경우 등 다양한 연고를 가지고 있다.

## 같이 보기
- 차이나타운
  - 요코하마 차이나타운
  - 고베 차이나타운
  - 도쿄 이케부쿠로 차이나타운
- 일본의 외국인
  - 재일중국인
  - 재일대만인